# Forêt ancienne de la Rivière-du-Rochu
Pour les articles homonymes, voir Rochu.
La forêt ancienne de la Rivière-du-Rochu est un écosystème forestier exceptionnel du Québec (Canada) située dans la municipalité de Sainte-Perpétue.
Cette forêt de 12,34 hectares a pour mission de protéger une cédrière à sapin n'ayant subi aucune perturbation majeure.

## Histoire
Le site a été désigné écosystème forestier exceptionnel en 2019.

## Toponymie
La forêt ancienne de la Rivière-du-Rochu reprends le toponyme de la rivière du Rochu qui coule à proximité. L'origine du toponyme de la rivière provient du québécisme rochu qui signifie rocheux ou pierreux.

## Flore
Le couvert forestier de la forêt est consitué majoritairement de thuya occidental dont les plus gros spécimens atteignent 70 centimètres de diamètre et ont plus de 300 ans. Le sapin baumier, l'épinette noire, l'épinette rouge et le mélèze laricin sont aussi présents avec des arbres dominants ayant un diamètre de 50 à 60 centimètres de diamètre.
Les jeunes tiges des précédentes essences ainsi que l'érable à épis, le noisetier à long bec, le némopanthe mucroné ainsi que l'aulne rugueux forment la strate arbustive.
L'osmonde de Clayton, la linnée boréale et les graminées dominent le sous-bois, tandis que le parterre forestier est occupé par des sphaignes ainsi que des mousses telles que la pleuzorie dorée et l'hylocomie brillante.